# Vesna Bosanacová
Vesna Bosanacová (nepřechýleně Bosanac, 9. března 1949 Subotica – 21. března 2022 Vukovar, Chorvatsko) byla chorvatská lékařka, pediatrička, známá ze svého působení v pozici ředitelky vukovarské nemocnice v době války v Jugoslávii na začátku 90. let 20. století.

## Život
Narodila se v Subotici při severním okraji dnešního Srbska, ale ještě v době jejího dětství se rodina přestěhovala do chorvatského příhraničního města Vukovaru ležícího na Dunaji. Střední školu absolvovala v nedaleké obci Borovo. V roce 1972 vystudovala lékařskou fakultu se specializací pro pediatrii.

### Bitva o Vukovar

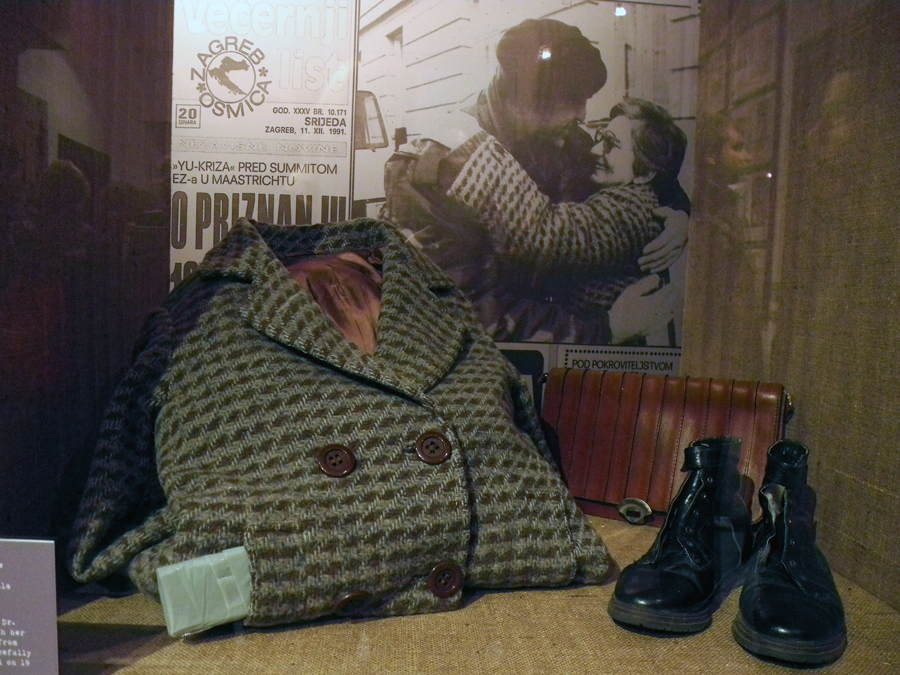
Vybavení Vesny Bosanacové při propuštění ze srbského zajetí, instalované jako muzejní exponát

Dne 24. července 1991 se stala ředitelkou zdravotnického zařízení ve Vukovaru, právě když se schylovalo k ozbrojenému konfliktu, a řídila je do 19. listopadu 1991. Od srpna do listopadu 1991 město obléhala jugoslávská armáda spolu se srbskými polovojenskými jednotkami, dělostřeleckému ostřelování čelila nemocnice i civilní budovy a více než tisíc obyvatel města boje nepřežilo. Samotnou nemocnicí v té době prošlo 2,5 tisíce zraněných, tisíc z nich muselo podstoupit těžké operace.
Srbská propaganda šířila tvrzení, že se personál nemocnice pod vedením Bosanacové dopouští válečných zločinů na nechorvatských pacientech. Po dobytí města Bosanacová strávila několik týdnů v srbském zajetí, kde byla vyslýchána, žádné ze vznesených obvinění se však srbským úřadům nepodařilo prokázat. Po třech týdnech ve věznici Sremska Mitrovica a dvou dnech v srbském hlavním městě Bělehradě byla vyměněna při zajatecké výměně a v prosinci 1991 se dostala do chorvatského hlavního města Záhřebu.

### Poválečné působení

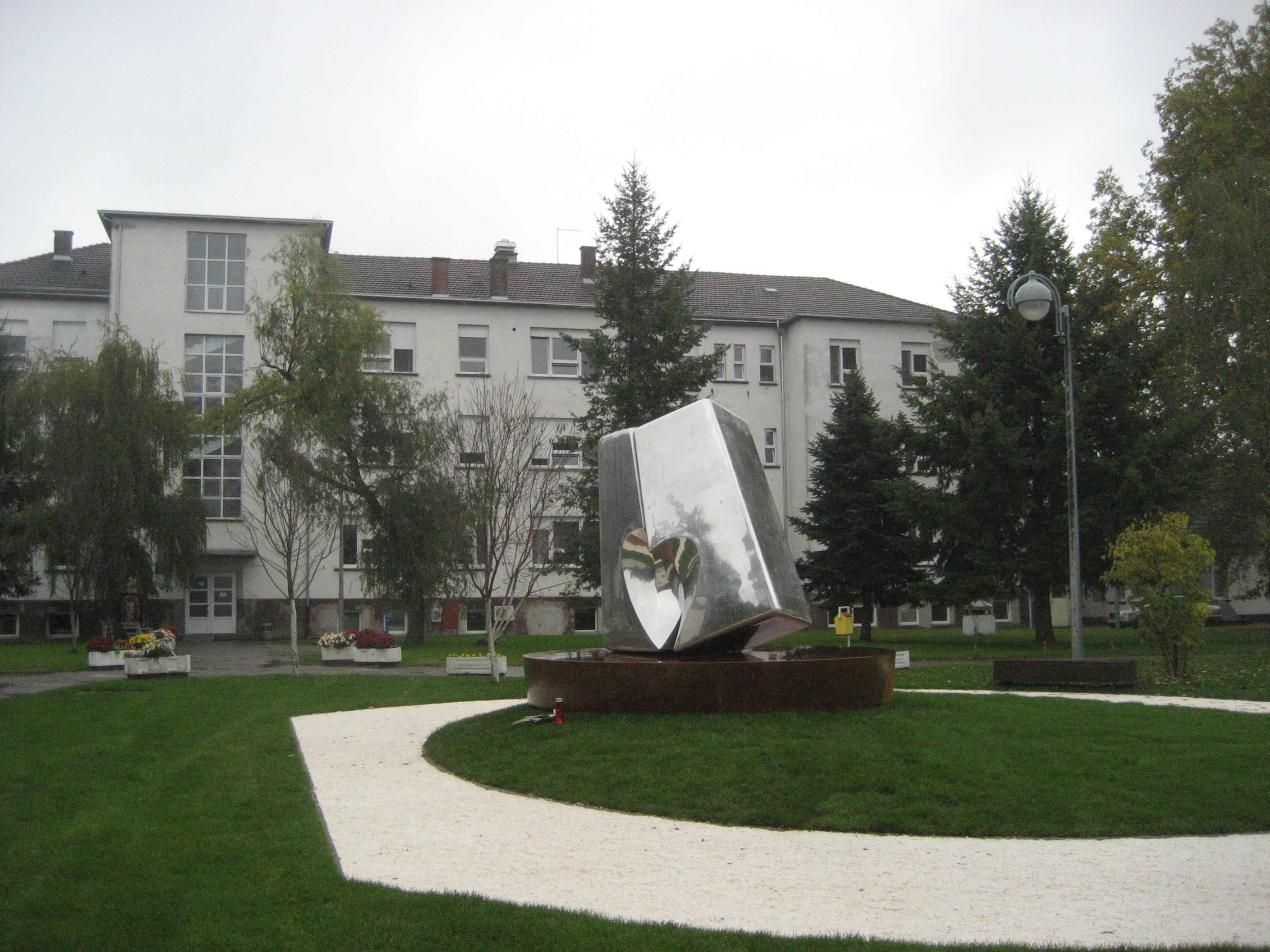
Válečný památník před vukovarskou nemocnicí

Po skončení války roku 1995 se Bosanacová znovu vrátila do Vukovaru, kde se v roce 1997 opět stala ředitelkou vukovarské nemocnice. Vedla ji až do roku 2013 a poté v ní stále působila jako dětská lékařka. Svědčila u soudních procesů s válečnými zločinci v Haagu, včetně Veselina Šljivančanina, Vojislava Šeselje a Gorana Hadžiče.
Obdržela několik vyznamenání a stala se jednou ze symbolických postav chorvatského odporu proti srbské agresi. V roce 2002 jí prezident Stjepan Mesič udělil Řád Danice chorvatské s portrétem Kateřiny Zrinské (udělovaný za mimořádné zásluhy v oblasti zdravotní a sociální péče). V roce 2011 převzala jménem vukovarské nemocnice Chartu Chorvatské republiky z rukou prezidenta Iva Josipoviće. V lednu 2012 Vesně Bosanacové a Všeobecné nemocnici ve Vukovaru předalo Sdružení veteránů Podravky Velkou zlatou plaketu za zásluhy o Chorvatsko.
V nemocnici, kterou dříve vedla, zemřela dne 21. března 2022. Chorvatské rádio Vukovar uvedlo jako příčinu smrti dlouhou a těžkou nemoc.